# أسر شاؤول آرون
شاؤول آرون (بالعبرية: אורון שאול) هو جندي إسرائيلي من مواليد 27 ديسمبر 1993، وُلد في مستوطنة بوريا بمنطقة الناصرة شمال فلسطين المحتلة. وهو يعمل في الجيش الإسرائيلي، حيث التحق بوحدات النخبة الإسرائيلية وشارك في معركة "الجرف الصامد" التي شنها الجيش الإسرائيلي على قطاع غزة ابتداءً من 8 يوليو 2014. كان آرون يعمل على الحدود مع قطاع غزة ويُحمل الرقم العسكري 6092065.
في مساء يوم الأحد 20 يوليو 2014، أعلنت كتائب الشهيد عز الدين القسام، الجناح العسكري لحركة حماس، عن أسر الجندي الإسرائيلي شاؤول آرون في عملية نفذتها شرق حي التفاح بمدينة غزة. وأسفرت العملية عن أسر آرون بالإضافة إلى مقتل 14 جنديًا إسرائيليًا. وكان هذا الحدث أول عملية أسر لجندي إسرائيلي منذ عملية أسر الجندي جلعاد شاليط في عام 2006.
إسرائيل لم تعترف بفقدان أحد جنودها إلا بعد يومين من إعلان أبو عبيدة، حيث اعترفت رسمياً بذلك في 22 يوليو 2014.
في صباح يوم الاحد 19 يناير 2025 أعلن  الجيش الإسرائيلي وجهاز الشاباك، العثور على جثة آرون شاؤول في عملية عسكرية في قطاع غزة.

## الأسر
في فجر يوم الأحد 20 يوليو نفّذ مجاهدو كتائب الشهيد عز الدين القسام -الجناح العسكري لحركة حماس- عملية محكمة ضد الجيش الإسرائيلي حيث أقدمت قوة خاصة من كتائب القسام على استدراج قوة صهيونية مؤللة حاولت التقدم شرق حي التفاح شرق غزة، ونجح الاستدراج ووقعت القوة الإسرائيلية في حقل الألغام المُعد مسبقاً، ففجر مقاتلوا القسام حقل الألغام في الآليات الصهيونية، ثم تقدموا نحو ناقلتي الجند وأجهزوا على جميع من فيهما.
أسفرت هذه العملية عن مقتل 14 جندياً صهيونياً، قتلهم مقاتلوا القسام من مسافة صفر، وتردد الاحتلال الإسرائيلي في الإعلان على ذلك حيث لم يعترف إلا بقتل 11 جنديا في صفوفها قبل إعلان كتائب عز الدين القسام خبر أسر الجندي الإسرائيلي «آرون شاؤول» ونشر صوره ورقمه العسكري.
أعلن أبو عبيدة -الناطق باسم كتائب القسام- مباشرة بعد العملية خبر اعتقال الجندي الإسرائيلي «شاؤول آرون» في آخر شريط مصور له وهو يقول: «إن هذا الجندي -آرون شاؤول- هو أسير لدى كتائب القسام في هذه العملية فإذا استطاعت قيادة العدو أن تكذب في أعداد القتلى والجرحى، فعليها أن تًجيب جمهورها عن مصير هذا الجندي الآن» ونشر «أبو عبيدة» الرقم العسكري الذي يحمله الجندي الإسرائيلي آرون شاؤول وهو 6092065 متوعداً بخسائر أخرى في صفوف الجيش الإسرائيلي في الأيام القادمة وختم بالقول: «مستمرون في مقاومتنا.. وسنلقن المحتل دروساً قاسية.. وسننتقم منه لدماء أطفالنا وآلام شعبنا.. وما النصر إلا من عند الله.» 
وتعليقا على عملية الاختطاف قال سامي أبو زهري - الناطق باسم حركة حماس- : إن إعلان القسام أسر أحد الجنود الصهاينة هو انتصار كبير للمقاومة وانتقام لدماء الشهداء.
أما من الجانب الإسرائيلي، فقد نفى سفير إسرائيل في الأمم المتحدة رون فروشاور اختطاف الجندي الإسرائيلي، زاعماً أن الخبر مجرد «شائعات»، فيما رفض الناطق باسم الجيش الإسرائيلي التعقيب على الحادثة.
كما اكتفت وسائل الإعلام الإسرائيلية بنقل بيان كتائب عز الدين القسام حول أسر جندي إسرائيلي في غزة يدعى آرون شاؤول، مكتفية بنقل رد الجيش بأنه يفحص المزاعم.
وبعد يومين من الحادثة أي يوم الثلاثاء 22/07/2014 اعترف الناطق باسم جيش الاحتلال، بوجود جندي سابع مجهول المصير بعد الاشتباك العنيف الذي دار في الشجاعية قبل يومين بين المقاومين وجنود من نخبة لواء الاحتلال (جولاني) أدى لمقتل 6 من اللواء واختفاء السابع.
وأذاعت القناة العاشرة الإسرائيلية في نفس اليوم بأن الرقم العسكري للجندي الإسرائيلي المفقود شاؤول آرون الذي أعلنته كتائب القسام صحيح.
يذكر أن مجموعة مسلحة من فصائل فلسطينية -بينها القسام- خطفت في يونيو/حزيران 2006 الجندي الإسرائيلي جلعاد شاليط على تخوم قطاع غزة، واستمرت في احتجازه لغاية نوفمبر/تشرين الثاني 2011 حين أطلقت سراحه في صفقة تبادل أفرجت بموجبها إسرائيل عن أكثر من ألف أسير فلسطيني.

## احتفالات على حادثة الأسر
عقب إعلان كتائب القسام عن أسر الجندي الإسرائيلي، خرج آلاف الفلسطينيين في شوارع غزة للاحتفال بالإنجاز الذي تحقق. شهدت شوارع القطاع إطلاق مسلحين للنيران في الهواء تعبيرًا عن الفرح، في حين صدحت التكبيرات من مآذن المساجد في مناطق مختلفة، وسط أجواء من البهجة التي غمرت المكان. كما شهدت الساحة أمام مستشفى الشفاء في قطاع غزة توزيع الحلوى احتفاءً بهذا الحدث.
وفي الضفة الغربية، بما في ذلك رام الله والقدس المحتلة، خرج مئات الفلسطينيين أيضًا للاحتفال بهذه المناسبة. أُطلقت الألعاب النارية في الهواء، بينما جابت مركبات الأهالي شوارع المدن وهم يرفعون الأعلام الفلسطينية ويهللون فرحًا بهذا الإنجاز الكبير الذي حققته المقاومة.

## العثور على الرفات
```
أعلن الجيش الإسرائيلي أنه استعاد رفات الجندي شاؤول آرون، الذيد أُسر عام 2014.
[
9
]
[
10
]
```